# Klimient Czechowicz
Klimient Czechowicz (ur. 8 listopada?/20 listopada 1821, zm. 24 stycznia 1902 w Warszawie) – rosyjski duchowny prawosławny.

## Życiorys
Był synem kapłana prawosławnego, wstąpił do stanu duchownego zgodnie z wolą ojca. Ukończył studia teologiczne na Petersburskiej Akademii Duchownej z tytułem kandydata nauk teologicznych. W 1845, po uzyskaniu dyplomu, został skierowany do pracy w nowo otwartej szkole duchownej w Warszawie. Święcenia kapłańskie przyjął 15 lutego 1848 w cerkwi Narodzenia Matki Bożej w Lublinie z rąk arcybiskupa warszawskiego Nikanora.
W tym samym roku został nauczycielem historii Rosji i Polski oraz statystyki w lubelskim gimnazjum gubernialnym, a także katechetą w tym samym gimnazjum oraz w lubelskiej szkole realnej. W 1850 otrzymał godność protoprezbitera. Zaangażowany w działalność rusyfikacyjną, połączoną z umacnianiem prawosławia w Lublinie. W 1861 domagał się wywiezienia z Lublina w głąb Rosji Anny Pustowójtówny, córki rosyjskiego oficera i polskiej szlachcianki zaangażowanej w polski ruch niepodległościowy.
Działalność Czechowicza w Lublinie zwróciła na niego uwagę arcybiskupa warszawskiego Joannicjusza, który sprowadził go do pracy duszpasterskiej w Warszawie, zaliczył w poczet duchowieństwa soboru Trójcy Świętej. Następnie protoprezbiter Czechowicz został wybrany na dziekana dekanatu warszawskiego, członka konsystorza chełmsko-warszawskiego i cenzora wydawnictw eparchialnych. Brał udział w likwidacji Kościoła unickiego w Królestwie Polskim. Asystował arcybiskupowi Joannicjuszowi na uroczystościach „dobrowolnego przyjmowania unitów do Cerkwi prawosławnej” w 1875 w  Zamościu, Hrubieszowie, Lublinie i Warszawie. Do śmierci pozostawał jednym z najbliższych współpracowników kolejnych prawosławnych arcybiskupów chełmsko-warszawskich. W 1890 otrzymał honorowy tytuł protoprezbitera katedralnego. Zmarł w 1902 i został pochowany na cmentarzu prawosławnym na warszawskiej Woli.
Otrzymał wszystkie przewidywane przez Święty Synod nagrody dla białego duchowieństwa. Został również odznaczony orderami państwowymi:
- orderem św. Anny III (1855), II (1866) i I stopnia (1895)
- orderem św. Włodzimierza IV (1876), III (1880) i II stopnia (1898)[1].

Nadto w 1885 otrzymał od cara imienny złoty krzyż kapłański.